# Chen Tao
Chen Tao (chiń. trad. 陳濤; chiń. upr. 陈涛; pinyin Chén Tāo, ur. 11 marca 1985 w Anshan) – piłkarz chiński grający na pozycji pomocnika.

## Kariera klubowa
Swoją karierę piłkarską Chen rozpoczął w klubie Shenyang Ginde. W 2003 roku zadebiutował w jego barwach w chińskiej Super League. Występował w nim do końca sezonu 2008. W 2009 roku przeszedł do Shanghai Shenhua. Zadebiutował w nim 22 marca 2009 w wygranym 2:1 domowym meczu z Jiangsu Sainty. W zespole z Szanghaju grał do połowy 2010 roku.
W połowie 2010 roku Chen został zawodnikiem klubu Tianjin Teda. Swój debiut w nim zanotował 28 lipca 2010 w zwycięskim 2:1 domowym meczu z Henan Jianye. W 2010 roku wywalczył z nim wicemistrzostwo Chin, a w 2011 roku zdobył z nim Puchar Chin.
Na początku 2013 roku Chen ponownie zmienił klub i został piłkarzem zespołu Dalian A’erbin.
| Sezon | Klub             | Kraj  | Rozgrywki    | Mecze | Bramki |
| ----- | ---------------- | ----- | ------------ | ----- | ------ |
| 2003  | Shenyang Ginde   | Chiny | Super League | 18    | 1      |
| 2004  | Shenyang Ginde   | Chiny | Super League | 15    | 6      |
| 2005  | Shenyang Ginde   | Chiny | Super League | 11    | 2      |
| 2006  | Shenyang Ginde   | Chiny | Super League | 23    | 2      |
| 2007  | Changsha Ginde   | Chiny | Super League | 13    | 0      |
| 2008  | Changsha Ginde   | Chiny | Super League | 0     | 0      |
| 2009  | Shanghai Shenhua | Chiny | Super League | 15    | 2      |
| 2010  | Shanghai Shenhua | Chiny | Super League | 6     | 0      |
| 2010  | Tianjin Teda     | Chiny | Super League | 14    | 2      |
| 2011  | Tianjin Teda     | Chiny | Super League | 21    | 5      |
| 2012  | Tianjin Teda     | Chiny | Super League | 18    | 0      |
| 2013  | Dalian A’erbin   | Chiny | Super League | 25    | 1      |
| 2014  | Dalian A’erbin   | Chiny | Super League | 19    | 1      |
| 2015  | Dalian A’erbin   | Chiny | Super League | 16    | 0      |

## Kariera reprezentacyjna
W reprezentacji Chin Chen zadebiutował 31 lipca 2005 roku w zremisowanym 1:1 meczu Mistrzostw Azji Wschodniej 2005 z Koreą Południową. W swojej karierze grał też w reprezentacjach młodzieżowych. W 2005 roku zagrał z kadrą U-20 na Młodzieżowych Mistrzostwach Świata 2005. Z kolei w 2008 roku wystąpił z reprezentacją U-23 na Igrzyskach Olimpijskich w Pekinie.